# Jatropha gossypiifolia
Espèce
Classification phylogénétique
Jatropha gossypiifolia, aussi appelé Faux ricin, Médicinier à feuilles de cotonnier, Médecinier sauvage ou Médecinier rouge, est une espèce de plantes à fleurs de la famille des Euphorbiaceae.

## Description

### Aspect général

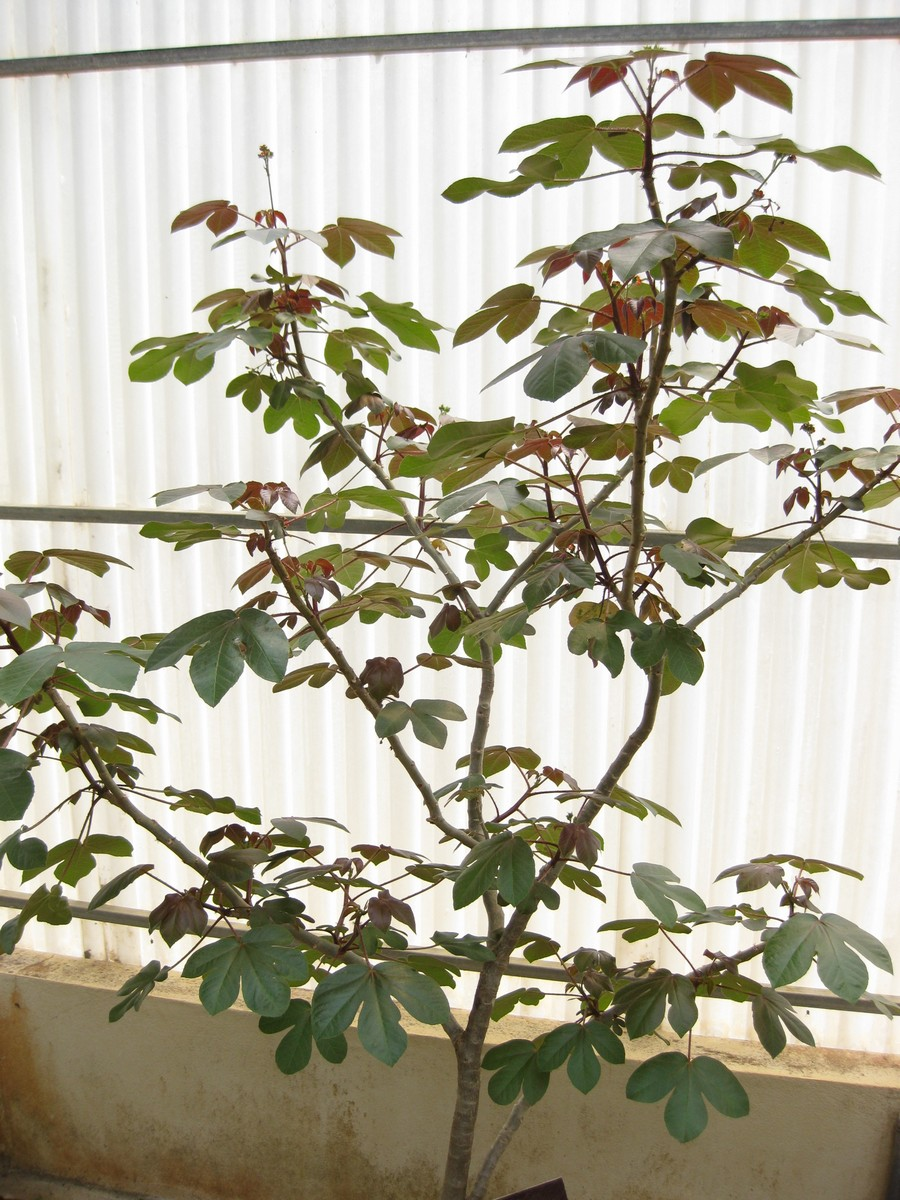
Arbrisseau.

L'espèce se présente comme une plante dressée pouvant mesurer jusqu'à 1,5 mètre de haut. Ses tiges succulentes contiennent un latex blanc. La plante possède des inflorescences pourpres et jaunes.

### Feuilles
Les feuilles, uniquement présentes à l'extrémité des tiges, ont un limbe trilobé. Elles présentent des poils glanduleux sur leur marge ainsi que sur leur long pétiole. Les jeunes feuilles, poisseuses et d'un violet profond, deviennent vert clair avec le temps.

### Fleurs

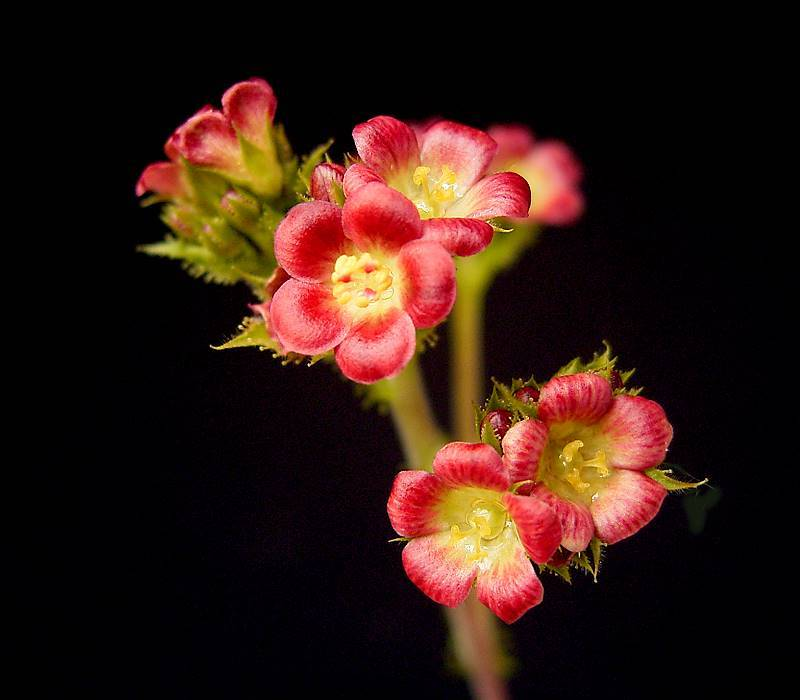
Fleurs.

Les fleurs sont regroupées en grappes au bout des tiges. Elles mesurent un centimètre de diamètre et comportent 5 pétales obovales pourpres.

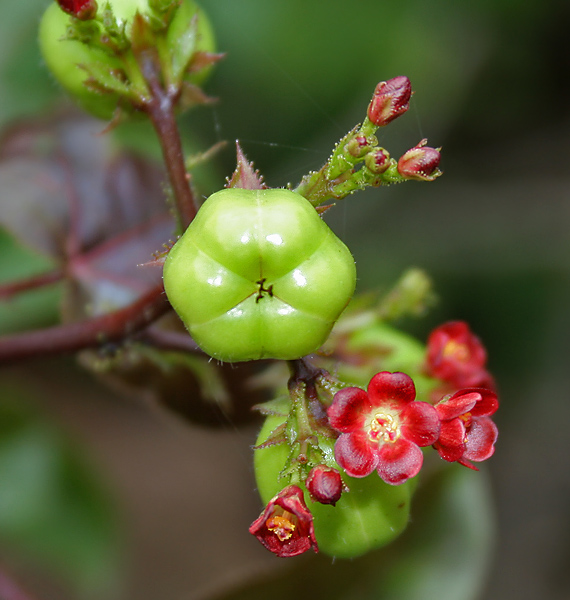
Capsule dont on devine les trois loges

### Fruits
Les fruits sont des capsules oblongues à 3 loges que l'on peut deviner de l'extérieur. Une fois parvenu à maturité, le fruit explose en projetant ses graines à plus de 3 mètres. Elles peuvent donc pousser non loin (autochorie), ou être emportées par les animaux (zoochorie). L'espèce est très résistante car les graines peuvent rester viables dans le sol pendant 10 ans, et leur germination peut être favorisée par les incendies.

## Répartition
L'espèce est originaire d'Amérique tropicale. Elle pousse aussi dans la région du grand nord Cameroun (Maroua et Garoua).

### Caractère envahissant
Elle est considérée comme nuisible dans de nombreuses régions tropicales (Inde, Afrique, Indonésie, Floride, Pacifique, Australie). En Nouvelle-Calédonie, où elle a été introduite en 1900 comme plante ornementale, elle forme des peuplements denses et presque monospécifiques, notamment à Voh et Ouaco,.
Toxique, l'espèce ne peut même pas servir à nourrir le bétail.

## Galerie de photographies

Jatropha gossypiifolia, au Jardin botanique de la reine Sirikit, en Thaïlande.
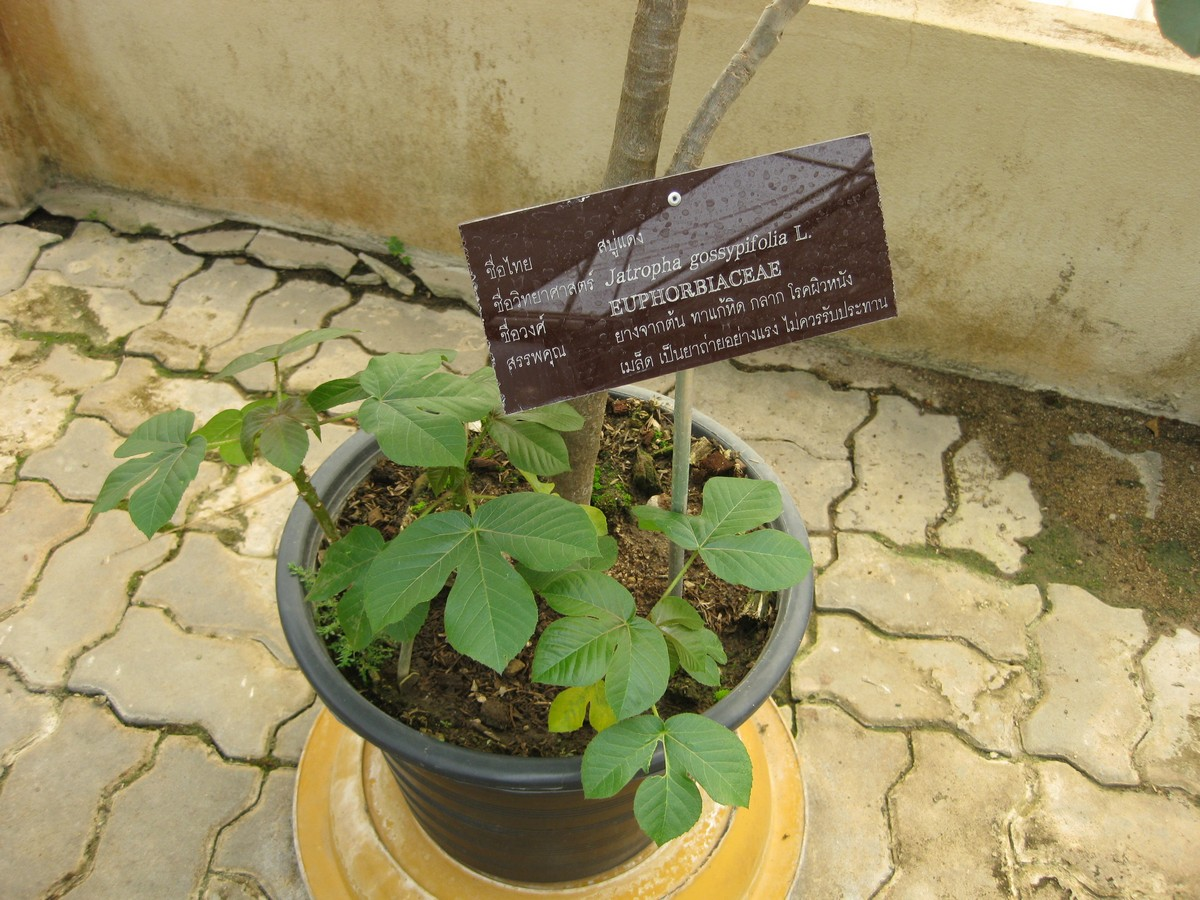
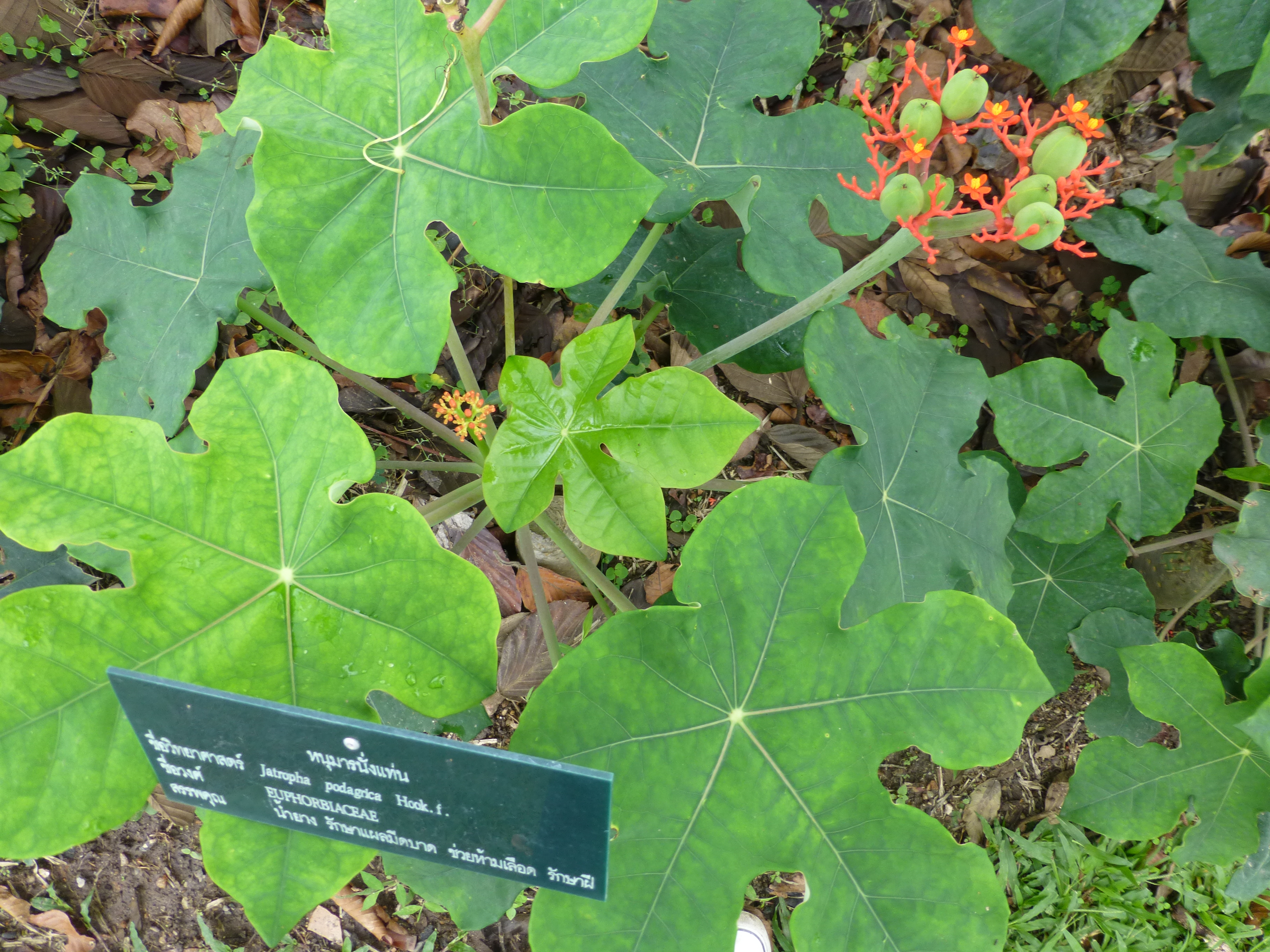
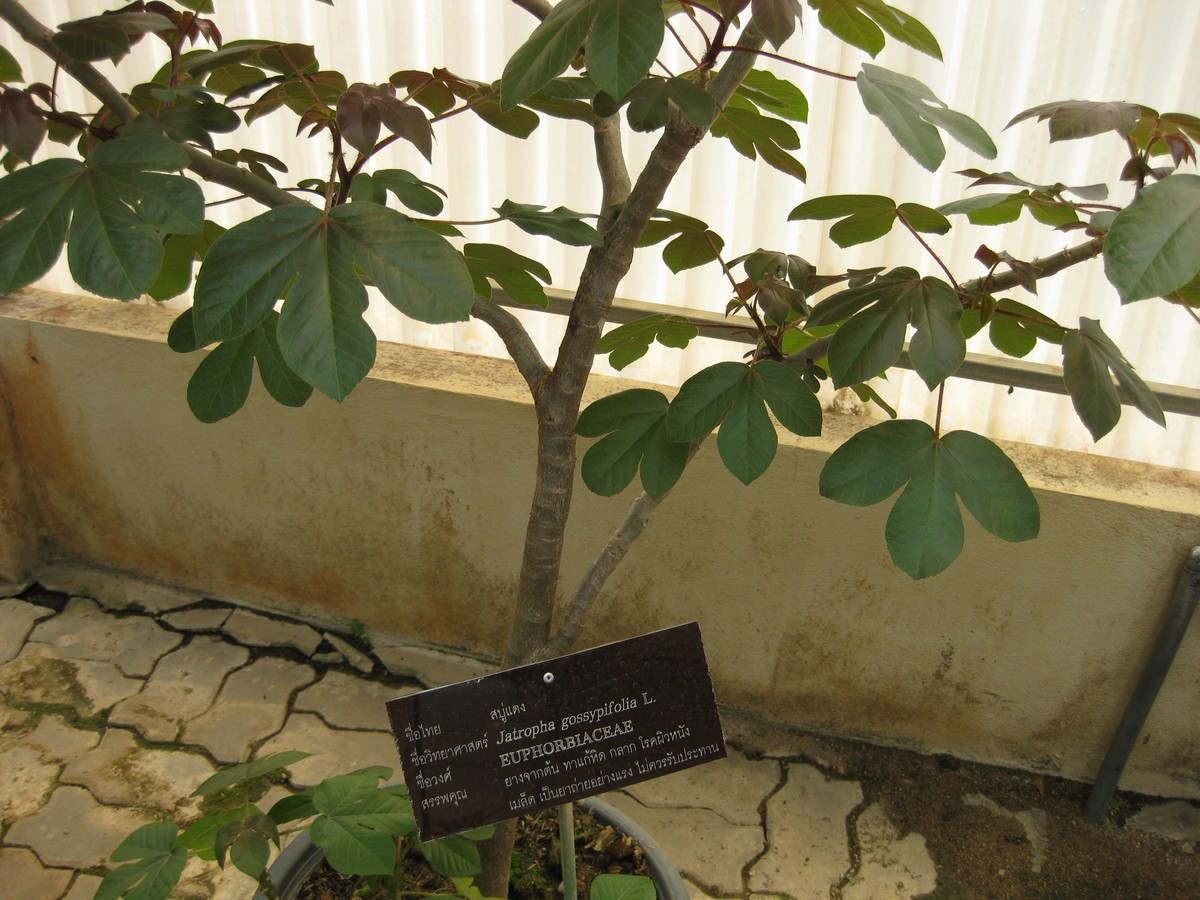
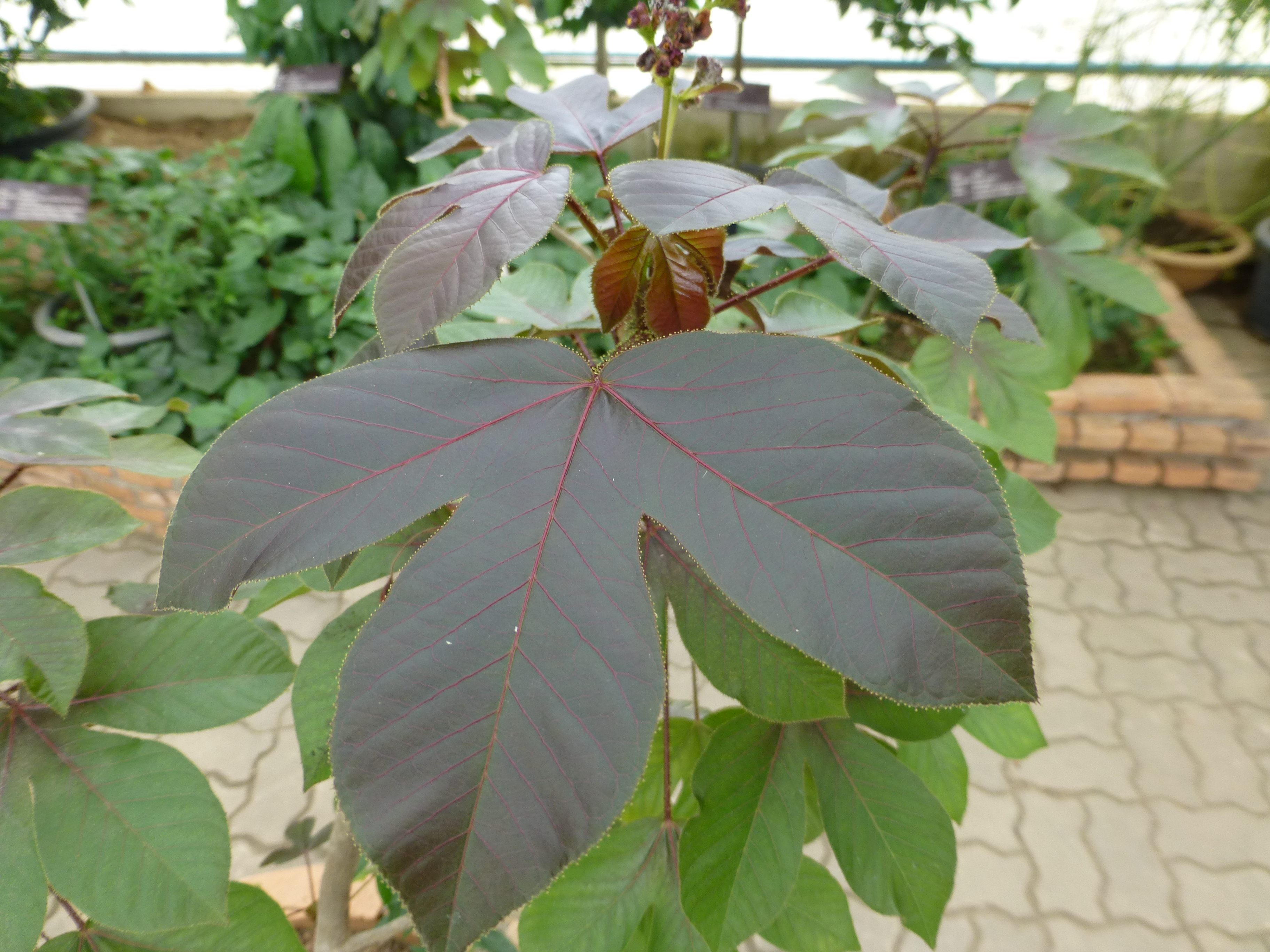
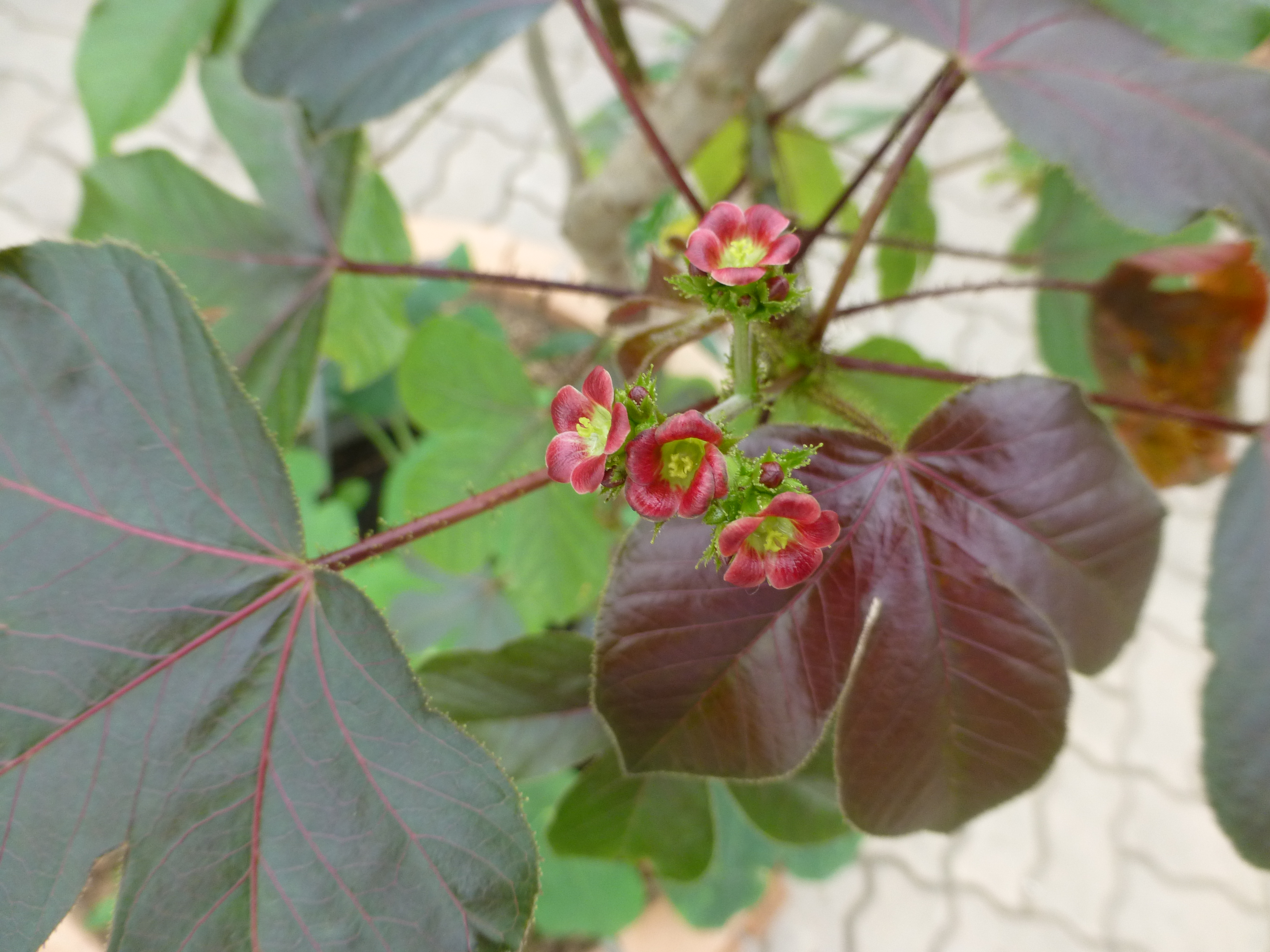